# 米基体育场
米基体育场（Michie Stadium）是位于美國纽约州西點西点军校校园内的一座室外橄欖球場，是陆军黑骑士队的主场，它於1924年正式落成，米基体育场的座位数共有38000个，海拔102米。它被運動畫刊评为20世纪第三優秀的體育場。